# Limacêdo Antônio da Silva
Limacêdo Antônio da Silva (ur. 20 września 1960 w Nazaré da Mata) – brazylijski duchowny katolicki, w latach 2018–2023 biskup pomocniczy Olindy i Recife, biskup Afogados da Ingazeira od 2023.

## Życiorys
Święcenia kapłańskie przyjął 12 stycznia 1986 i został inkardynowany do diecezji Nazaré. Pracował głównie jako duszpasterz parafialny, był też koordynatorem duszpasterstwa w diecezji.
4 kwietnia 2018 papież Franciszek mianował go biskupem pomocniczym archidiecezji Olinda i Recife oraz biskupem tytularnym Saldae. Sakry biskupiej udzielił mu 10 czerwca 2018 biskup Nazaré, Francisco de Assis Dantas de Lucena.
25 października 2023 papież Franciszek przeniósł go na urząd biskupa Afogados da Ingazeira.